# قائمة المتاحف في السودان
قائمة المتحاف في السودان هي قائمة توضح اسم المتحف الموقع ونوع المتحف بالاضافه الي صورة توضح المتحف.
| الاسم                | الموقع                      | النوع            | نبذة مختصرة                                   | صورة                  |
| -------------------- | --------------------------- | ---------------- | --------------------------------------------- | --------------------- |
| متحف السودان القومي  | الخرطوم ولاية الخرطوم       | آثار             | يحتوي أكبر وأهم المجموعات الاثريه في السودان  | المتحف القومي السودان |
| متحف منزل الخليفة    | ام درمان ولاية الخرطوم      | متحف إثنولوجي    | مجموعة إثنوغرافية تغطي حكم المهدية            | متحف بيت الخليفه      |
| متحف كرمة            | مدينه كرمة الولاية الشمالية | متحف موقع أثري   | يحتوي على قطع أثرية من الموقع الأثري في كرمة. | متحف كريمه            |
| متحف جبل البركل      | جبل البركل الولاية الشمالية | متحف موقع أثري   | يحتوي على قطع أثرية من منطقة جبل البركل.      | متحف جبل البركل       |
| متحف التاريخ الطبيعي | الخرطوم                     | متحف تاريخ طبيعي | أهم النماذج من الحياه البرية في السودان       |                       |